# كلارا توماس
كلارا توماس هي أكاديمية كندية، ولدت في 22 مايو 1919، وتوفيت في 26 سبتمبر 2013.